# Xinji (köpinghuvudort i Kina, Shaanxi, lat 33,01, long 106,82)
Xinji är en köpinghuvudort i Kina. Den ligger i provinsen Shaanxi, i den nordvästra delen av landet, omkring 240 kilometer sydväst om provinshuvudstaden Xi'an. Antalet invånare är 32 371. Befolkningen består av 16 154 kvinnor och 16 217 män. Barn under 15 år utgör 19,0 %, vuxna 15-64 år 66 %, och äldre över 65 år 14,0 %.
Runt Xinji är det ganska tätbefolkat, med 166 invånare per kvadratkilometer. Närmaste större samhälle är Nanzheng Xian, 10,6 km öster om Xinji. I omgivningarna runt Xinji växer i huvudsak blandskog.
Genomsnittlig årsnederbörd är 1 225 millimeter. Den regnigaste månaden är juli, med i genomsnitt 292 mm nederbörd, och den torraste är december, med 2 mm nederbörd.